# Bjørn Mellemberg
Bjørn Anders Mellemberg (Oslo, 13 november 1941) is een Noors componist, muziekpedagoog, dirigent, arrangeur, trompettist en muziekuitgever.

## Levensloop
Mellemberg studeerde aan het Musikkonservatoriet in Oslo. Verder studeerde hij orkestdirectie bij Siegfried Naumann aan de Kungliga Musikhögskolan in Stockholm, trompet bij Knud Hovaldt in Kopenhagen en compositie bij Bjørn Fongaard wederom in Oslo. Na het behalen van zijn diploma's werd hij trompettist in het militaire Forsvarets Stabsmusikkorps in Oslo, waar hij later ook chef-dirigent werd en in deze functie tot 2000 bleef. Verder werd hij arrangeur en componist voor de Noorse militaire muziekkorpsen. Als arrangeur bewerkte hij vele klassieke werken voor harmonieorkest zoals Nordpolsmarsj op. 33, de Kong Haakon den VIIdes Honnørmarsch, Den Norske Løve en de Kronprins Olav Honnørmarsch van Oscar Borg, De to trompeter (De twee trompetters) (1951) van Hans Peter Nielsen (1907–1977), het Gud signe vårt dyre fedreland van Christoph Ernst Friedrich Weyse, het Ja, vi elsker van Rikard Nordraak, de Jegersmarsj I.R. 18 van Leif G. Orvan, To Elegiske melodier (Twee elegische melodieën) van Edvard Grieg en Tempeldans fra "Olav Trygvason" eveneens van Edvard Grieg.
Als trompettist speelde hij ook tijdens voorstellingen door het orkest en het ensemble van het Oslo Nye Teater.
Naast zijn werkzaamheden als dirigent van het Forsvarets Stabsmusikkorps was hij ook dirigent van verschillende amateurblaasorkesten in en rondom Oslo, zoals bijvoorbeeld van het Frimurernes Orkester, van de Tretten Musikkforening, van de Østre Gausdal Musikkforening en van de brassband Bærum Brass waarmee hij in 1990 aan de Noorse brassbandkampioenschappen heeft deelgenomen. Hij is eveneens een veelgevraagd jurylid bij wedstrijden in Noorwegen, maar ook in het buitenland. Hij is ook bezig als adviseur voor blaasmuziek bij diverse Noorse muziekuitgeverijen.
Als docent werkt hij tegenwoordig aan de Norges Musikkhøgskole in Oslo. Hij is medeoprichter en eigenaar van de muziekuitgeverij Bjørn & Martin Musikkforlag ANS in Oslo.
De componist Mellemberg schreef vooral werken voor harmonieorkest en brassband, maar ook kamermuziek.

## Composities

### Werken voor harmonieorkest
- 2007 H.K.H. Prinsesse Ingrid Alexandras Honnørsmarsj
- 4 Nasjonale sanger
- 15 julesanger (15 kerstliederen)
- A Rena
- Baker'n marsj
- Canto e Danza[1]
- Det frivillige Skyttervesen Jubileums marsj
- Eg veit i Himmerik ei borg
- Fantasia Norvegese
- Fredriksverns verfts jubileumsmarsj
- HM Kongens Gardes Jubileumsmarsj
- Klassiske melodier, selectie
- Krigsskolens Jubileumsmarsj
- La Vaccia
- Lokk, dans og vise, for band
- Overtyre "Ottana"
- Sjøforsvarets Parademarsj - "Den norske sjømand", "Det stod seg et slag"
- Skyttermarsj
- Små Variasjoner over et ubetydelig Tema
- Stortingets Festmarsj
- Til Norges Storting-7.juni
- Vi Vandrer med freidig, selectie
- Variasjoner over "Bjørnen sover"

### Kamermuziek
- Trio, voor dwarsfluit, hobo en klarinet